# Exponenta Film
«Экспонента Фильм» — российская независимая кинодистрибьюторская компания, один из крупнейших кинопрокатчиков РФ. По итогам 2018 года «Экспонента» заняла 10-е место в рейтинге российских дистрибьюторов с долей 0,95 % рынка. В 2019 году в аналогичном соревновании кинодистрибьюторов «Экспонента» стала 9-й, заработав 801 439 622 рублей. В 2020 году общие сборы компании составили 295 миллионов рублей.
Является одним из подразделений компании «Арена Кинопрокат». Образована в 2012 году. Одна из лидирующих компаний по прокату хорроров в России.
Основатель и генеральный директор — Юлия Муравова. Исполнительный директор — Анастасия Старченкова. Старший менеджер по кинопрокату — Герман Федотов. На счету фирмы несколько десятков выпущенных в России кинокартин. Основными сферами деятельности является прокат кинопродукта артхаусного и независимого направлений, выпуске Blu-ray, DVD и дистрибьюция телеправ.
Среди самых кассовых фильмов компании: «Высотка», «Всё могу», «Бабадук», «Оно», «Большой всплеск», «Идеальные незнакомцы», «Жена смотрителя зоопарка», «Курск» и «Леди Баг и Супер-Кот: Пробуждение силы». В 2019 году фильм Анны Пармас «Давай разведёмся!» стал первым для компании, преодолевшим 100-миллионный рубеж.
Также компания неоднократно упрекалась в том (например, кинокритиком Романом Волобуевым), что меняет прокатные названия зарубежных картин в угоду маркетингу.